# Camilo Castelo Branco
Camilo Ferreira Botelho Castelo Branco (Mártires, 16 de marzo de 1825-Vila Nova de Famalicão, 1 de junio de 1890) fue un escritor romántico portugués, conocido por ser uno de los autores más representativos de la literatura portuguesa de todos los tiempos y uno de los más leídos.
Tuvo una vida azarosa, pasional e impulsiva, que le sirvió como inspiración para sus novelas. Publicó novelas importantes y con mucho eco, como Amor de perdición, Amor de salvación, La novela de un hombre rico o, más tarde, La brasileña de Prazins.

## Biografía
Nacido de una relación extramatrimonial, muy pronto se quedó huérfano de padre y madre. Su educación corrió entonces a cargo de parientes más o menos próximos. Durante su adolescencia, se enamoró de la poesía de Luís de Camões y Manuel Maria Barbosa de Bocage , mientras que Fernão Mendes Pinto le inculcó el gusto por la aventura. A pesar de este interés por la literatura y de sus notables habilidades en griego y latín , Camilo fue un estudiante distraído y creció siendo indisciplinado y orgulloso. A los dieciséis años se casó con Joaquina Pereira a quien pronto olvidó y con la que tuvo una hija que murió a los cinco años. Empezó a estudiar Medicina, pero no acabó la carrera. Cuando todavía no había enviudado de aquella, en Vila Real raptó a una joven huérfana de quien tuvo otra hija y a la que también abandonó. A lo largo de su vida se sucedieron amores tumultuosos con Patrícia Emília e Isabel Cándida, entre otras.
En 1848 inició su carrera literaria al establecerse en la ciudad de Oporto, donde frecuentaba la tertulia del café Guichard junto con algunas promesas de la generación romántica. En esta época, mientras hacía una vida bohemia, escribió sus sátiras anticabralistas y sus primeras novelas publicadas en forma de folletín en los periódicos Eco popular y en Nacional.
En 1857 pasó dos meses en Arga de São João, en la Serra da Arga, una freguesia serrana de Caminha, cuando escribió las novelas "Carlota Ângela" y "Cenas da Foz", además de asumir el papel de redactor jefe del periódico A Aurora do Lima y fue entonces cuando apareció Ana Plácido.
A partir de 1848 llevó una vida bohemia y llena de pasiones, dividiendo su tiempo entre cafés y salones burgueses y, mientras tanto, dedicándose al periodismo. En 1850, participó en la polémica entre Alexandre Herculano y el clero, publicando el panfleto El Clero y el Sr. Alexandre Herculano, defensa que disgustó a Herculano.
Se dice que sucumbió a una crisis mística cuando ella decidió casarse con Pinheiro Alves, un brasileño que más tarde le serviría de inspiración en algunas novelas, y por esta razón frecuentó el seminario de Oporto (desde 1850 a 1852). Ya famoso en el panorama literario portugués, volvió a protagonizar un escándalo cuando Ana Plácido abandonó a su marido para vivir con él en Lisboa.
A partir de ahora, la vida y la obra de Camilo maduran por las penalidades: persecuciones, graves problemas económicos y la prisión después de ser los dos juzgados por adulterio. Camilo entró en prisión el 1 de octubre de 1860 en la Cadeia da Relação (hoy Centro Portugués de Fotografía), de Oporto, y salió el 16 de octubre de 1861. Una vez absueltos, Camilo y Ana viven juntos y ella será fuente de inspiración de algunas de sus novelas (se llamará Enriqueta en Poesía o dinero, Raquel en Años de prosa, Adriana en En el buen Jesús del Monte o Leonor en La novela de un hombre rico). Camilo tendrá que escribir a un ritmo trepidante debido a graves problemas económicos que no acaban.
En 1862 regresa a Lisboa. En 1864 se traslada a la casa de S. Miguel de Ceide del que fuera marido de Ana, que ya había muerto. Aquí escribirá lo mejor de su obra, aunque desgraciadamente, no encontrará tampoco la tranquilidad ni la paz. En 1868 su hijo Jorge enferma y ya no se recuperará nunca de sus graves problemas mentales.
Desde 1865, Camilo comenzó a sufrir graves problemas visuales (diplopía y ceguera nocturna). Era uno de los síntomas de la temida neurosífilis, el estadio terciario de la sífilis ("venérea inveterada", como escribió en 1866 a José Barbosa e Silva), que supuestamente padecía, la cual, además de otros problemas neurológicos, le provocó una ceguera, angustiosamente progresiva y creciente, que fue atrofiando su nervio óptico, impidiéndole leer y trabajar correctamente.  
Camilo fue nombrado vizconde (Visconde de Correia Botelho) en 1885 en reconocimiento a sus contribuciones a la literatura, y cuando su salud se deterioró y ya no pudo escribir, el parlamento le otorgó una pensión vitalicia. En 1886, escribió "Esbozo de crítica: Otelo, o Mouro de Veneza".    
El 9 de marzo de 1888 se casa con Ana Plácido. Camilo pasa hasta los últimos años da su vida al lado de ella, sin encontrar la estabilidad emocional que ansiaba. Tiene dificultades financieras, y se le reconocerá públicamente como escritor, de modo que en 1889 se le concede una pensión anual de 1.000.000 de reales, pero nada le proporciona sosiego ni encuentra la estabilidad. Los hijos le dan enormes preocupaciones: considera a Nuno un irresponsable, y Jorge sufre una dolencia mental. 
En 1890, desesperado por la confirmación de un oftalmólogo de que su progresiva ceguera no tiene cura y padecer una enfermedad nerviosa crónica, se dispara en la sien derecha, a las 15h, y muere a las dos horas en su casa de S. Miguel de Ceide. La muerte de Camilo Castelo Branco causó una consternación general y la prensa, unánime al lamentar su muerte, publicó numerosos artículos donde se le ensalzaba como escritor. 

## Novelas
Su primera novela seria es Los misterios de Lisboa (1854), de tipo folletinesco y con una clara influencia de Balzac y Sue. A ella siguieron otras en las que recreó la vida burguesa y provinciana del norte de Portugal, y expuso ideas anticlericales y de instigación a la revolución social, indirectamente. 
Hay que destacar, desde luego, sus grandes novelas pasionales, La novela de un hombre rico, Amor de perdición (1862) y Amor de salvación (1864), Cuentos del Miño (1875-1877), retrato realista del ambiente rural en doce relatos, o la novela histórica El judío (1866). 
Amor de perdición 1861, acaso su obra más perfecta, es la más famosa y la que mejor representa el romanticismo portugués del siglo XIX, según reconocía ya Unamuno en Por tierras de Portugal y de España. En ella, la pasión se impone a la razón. La novela contiene todos los elementos característicos del ideal romántico: el amor fatal y trágico que acaba llevando a la muerte, el autocastigo impuesto por los mismos protagonistas o la muerte como fin único y absoluto. Como en Romeo y Julieta, Simón Botello y Teresa de Albuquerque (verdaderos héroes en conflicto con la sociedad) son dos vecinos que se enamoran y se ven en secreto porque pertenecen a familias enemistadas que harán todo lo posible por evitar la unión. Amor de salvación, de dos años más tarde, vuelve sobre ese tema pero con un tono más indirecto y con cierto humor.
Otras obras importantes son: Estrellas funestas, El bien y el mal (1863), Estrellas propicias (1863), La mujer fatal (1870, cinco mujeres pasan por la vida de Carlos y son magistralmente descritas porque a cada una corresponde una faceta del concepto femenino del autor), "Diez casamientos felices" (doce cuentos de matrimonios afortunados donde se afirma que la base de un buen casamiento es el amor correspondido), Corazón, cabeza, estómago (una sátira de costumbres, una crítica social contundente de la vulgaridad y la hipocresía de la sociedad portuguesa).
Las novelas de Camilo presentan diferentes temáticas y técnicas. Son muy numerosas las novelas históricas como Lucha de gigantes, El judío, El santo de la montaña, El regicida y La calavera de la mártir. 
Cabe añadir La caída de un ángel (1866, otra sátira, en este caso sobre la corrupción). Y otras también novelas valiosas, son La bruja del Monte Córdoba (1867), La loca de Candal (1867), Los misterios de Fafe (1868), El retrato de Ricardina (1868) o Libro de consolación (1872).  Suele destacarse la novela tardía La brasileña de Prazins (una de las últimas grandes obras del autor en la que una mujer llamada Marta sufre por amores contrariados).
Se consideran realistas los relatos largos que forman las Novelas del Miño (1875-77) por su descripción de la vida cotidiana. En otras, como Eusebio Macario (1879) y La plebe (1880), imita las ideas naturalistas ridiculizándolas, mientras que en La brasileña de Prazins (1882), aparecen elementos del naturalismo ya sin ese objetivo de parodia, como también vemos en su última novela, Volcanes de lodo (1886).
Además de la novela, género en el que destaca, abordó la comedia, la poesía, el periodismo, la biografía, la sátira, el ensayo; e hizo traducciones del inglés y del francés, estudios históricos, prefacios...
Para el teatro escribió los dramas Agostiño de Ceuta (1847) y El marqués de Torres Nuevas (1849). Destacó también como crítico y polemista (Los críticos del cancionero alegre, 1879).

## Balance
La obra de Camilo se inscribe dentro del Romanticismo, concretamente en la segunda fase del Romanticismo portugués llamado Ultra-Romanticismo. Sin embargo, no toda su obra es romántica. Escribe en la frontera del idealismo romántico y de la nueva escuela realista, aunque él criticaba el realismo por inmoral. Son románticas las peripecias e ideología de muchos de sus personajes pero son realistas —veristas, decía— las descripciones de tipos, lugares y costumbres. Especialmente destaca en lo que respecta a la descripción de la psicología de los personajes. Pero en las últimas novelas (que no son las mejores) se acercará, a su pesar, al Naturalismo. En todo caso, su romanticismo está moderado por la ironía.
Su vida es la fuente de sus novelas así como posibilita su comprensión. La continua inestabilidad de lugar de residencia (Trás-os-Montes, Vila Real, Lisboa, Oporto, Coímbra...) y la riqueza de experiencias personales vividas le posibilitan la descripción magistral de tipos humanos de toda clase social en su obra: el campesino, el hidalgo provinciano, la burguesía urbana, el brasileño, etc.
En ocasiones firmó con seudónimos como: Manoel Coco, Saragoçano, AEIOU, Árqui-Zero y Ao escritor romántico, el amor es el gran tema de muchas de sus novelas. Es un sentimiento que lleva a la ruptura con las reglas de la sociedad y desencadena graves conflictos. El individualismo y la pasión chocan con los límites sociales. Debido a esa lucha es frecuente también el tema universal: El bien y el mal, que es uno de sus títulos de novela. 
Otros temas recurrentes en sus novelas son: la bastardía, la orfandad, el derecho a la libertad individual, las relaciones familiares, la relación entre religión cristiana y metafísica, el anticlericalismo, el sentir popular, la descripción ambivalente de la mujer, (que salva y condena), la crítica de la sociedad, etc. Por ello, y por su gran calidad, fue alabado por Miguel de Unamuno.
Su eco en los novelistas portugueses de la primera mitad del siglo XX ha sido manifiesto (así en Aquilino Ribeiro). Su presencia actual se pone de manifiesto en la literatura de Agustina Bessa-Luís (varios ensayos, una novela) o en el cine de Manoel de Oliveira (en varias ocasiones, especialmente con El día de la desesperación) y de Raoul Ruiz, Los misterios de Lisboa.

## Casa de Camilo
La Casa de Camilo está situada en S. Miguel de Ceide, cerca de Braga. Reúne las principales características de la residencia de un portugués que ha migrado a Brasil y que retorna a Portugal, como es el caso de Pinheiro Alves, que la construyó en 1830. Tras su muerte (acaso facilitada por el disgusto que le supuso la absolución de su esposa, Ana Plácido, y de Camilo Castelo Branco por el Tribunal da Relação de Oporto), el novelista se instaló allí, en el invierno de 1863.
Sufrió un incendio devastador en 1915, y el inmueble fue reconstruido y transformado en Museo Camiliano, en 1922. Pero se adulteró su traza original, al incluir una escuela elemental en la planta baja. Todo se reelaboró en los años cincuenta, y proporciona hoy a los visitantes una disposición de los interiores y del ambiente muy similar a los de la residencia que el escritor habitó. La importante casa-museo permite ver cómo fueron su vivienda, muebles, libros y objetos durante los veinticinco años finales de su vida, en un medio casi idéntico al que vio el escritor hasta su muerte.
A su lado ha sido construido recientemente un Centro de Estudios Camilianos por el arquitecto Siza Vieira.

## Obras
- Excomunión (1851)
- Cosas que yo solo sé (1854)
- Misterios de Lisboa (1854)
- La hija del Arcediano (1854)
- Libro negro del Padre Dinis (1855)
- La nieta del Arcediano (1856)
- ¿Dónde está la felicidad? (1856)
- Un hombre de Bríos (1856)
- Lágrimas bendecidas
- Escenas de Foz
- Carlota Ángela (1858)
- Venganza
- Lo que hacen las mujeres (1858)
- El primogénito de Fafé en Lisboa (teatro, 1861)
- Doce casamientos felices (1861)
- La novela de un hombre rico (1861). Tr. reciente: cuatro.ediciones, 2011, ISBN 978-84-938566-1-8, con bio-bibliografía
- Las tres hermanas (1862)
- Amor de perdición (1862). Tr. recientes: Espasa-Calpe, 2003, ISBN 978-84-670-1009-1; y Alianza, 2008, ISBN 978-84-206-6830-7
- Cosas extrañas
- Lo irónico (1862)
- Corazón, cabeza y estómago (1862)
- Estrellas funestas
- Años de prosa (1863)
- Aventuras de Basilio Fernández Enxertado (1863)
- El Bien y el Mal (1863)
- Estrellas propicias (1863)
- Memorias de Guillermo de Amaral (1863)
- Una aguja en un pajar (1863)
- Amor de salvación (1864). Tr. reciente: cuatro.ediciones, 2012, ISBN 978-84-938566-3-2
- La hija del doctor Negro (1864)
- Veinte horas en litera (1864)
- El esqueleto (1865)
- La sirena (1865)
- La repudiada (1866)
- El judío (1866)
- El ojo de cristal (1866)
- La caída de un ángel (1866); Tr. reciente: Juventud, ISBN 978-84-261-5581-8.
- El santo de la montaña (1866)
- La bruja del Monte Córdoba (1867)
- La loca de Candal (1867)
- Los misterios de Fafe (1868)
- El retrato de Ricardina 1868)
- Las joyas del brasileño (1869)
- La mujer fatal (1870)
- Libro de consolación (1872)
- El regicida (1874)
- La hija del regicida (1875)
- La calavera de la mártir (1876)
- Novelas del Miño (1875-1877)
- Eusebio Macario (1879)
- La plebe (1880)
- La brasileña de Prazins (1882). Tr. reciente: Cátedra, 2002 ISBN 978-84-376-2049-7
- Volcanes de lodo (1886).

Tras las publicaciones exhaustivas de sus libros en el siglo XX portugués, apareció desde 2002 una nueva edición cuidada de Obras del autor, en Edições Caixotim de Oporto, pero que se ha estacionado en 16 títulos; contiene variantes y muy novedosas introducciones.